# Чемерлиево
Чемерлиево (укр. Чемерлієве, до 2016 г. — Радгоспное) — посёлок в Николаевском районе Николаевской области Украины.
Население по переписи 2001 года составляло 232 человек. Почтовый индекс — 57141. Телефонный код — 512.

## История
В 1946 году указом ПВС УССР посёлок Шмидтовского отдела Нечаянского зерносовхоза переименован в Радгоспное.

## Местный совет
57140, Николаевская обл., Николаевский р-н, с. Нечаянное, ул. Одесская, 17